# Markizy
Markizy (franc. Îles Marquises) – grupa wulkanicznych wysp na Oceanie Spokojnym. Są najdalej na północ wysuniętą częścią Polinezji Francuskiej, leżącą w odległości ok. 1500 km na północ od Tahiti.

## Geografia
Rozciągają się z pn.-zach. na pd.-wsch., na przestrzeni ok. 670 km. Ich powierzchnia wynosi 1128 km². Główną wyspę – Nuku Hiva 8°52′S 140°06′W/-8,866667 -140,100000 (ośrodek administracyjny Taiohae) o powierzchni 339 km² zamieszkiwało 2660 osób (2007), zaludnienie 7,85 os./1 km². 
Pozostałe ważniejsze, zamieszkane wyspy wchodzące w skład Markizów:
- Hiva Oa (Atuona – ośrodek administracyjny południowej grupy wysp) pow. 387 km²; 1986 mieszk.; zaludnienie 5,13 os./1 km²; 9°45′S 139°00′W/-9,750000 -139,000000
- Ua Pou pow. 105,3 km²; dł. 28 km; szer. 25 km; Mont Oave 1230 m n.p.m.; 2157 mieszk.; zaludnienie 20,5 os./1 km²; 9°25′S 140°05′W/-9,416667 -140,083333
- Fatu Hiva pow. 84,0 km²; dł. 16 km; szer. 9 km; Mont Touaouoho 1125 m n.p.m.; 587 mieszk.; zaludnienie 6,99 os./1 km²; 10°29′S 138°39′W/-10,483333 -138,650000
- Ua Huka pow. 83,4 km²; dł. 14,5 km; szer. 9,5 km; Mont Hitikau 857 m n.p.m.; 571 mieszk.; zaludnienie 6,85 os./1 km²; 8°54′S 139°33′W/-8,900000 -139,550000
- Tahuata pow. 61 km²; dł. 15 km; Mont Tumu Meae Ufa 1050 m n.p.m.; 671 mieszk.; zaludnienie 11,0 os./1 km²; 9°56′S 139°06′W/-9,933333 -139,100000

Pozostałe, niezamieszkane wyspy archipelagu
- Eiao pow. 43,8 km²; dł. 13 km; szer. 3,5 km; 576 m n.p.m.; 8°00′S 140°42′W/-8,000000 -140,700000
- Moho Tani pow. 15 km²; dł. 8 km; szer. 2 km; 520 m n.p.m.; 10°00′S 138°50′W/-10,000000 -138,833333
- Hatutu pow. 6,5 km²; dł. 6,5 km; szer. 1,1 km; 428 m n.p.m.; 7°55′12″S 140°34′11″W/-7,920000 -140,569722
- Fatu Huku pow. 1,3 km²; 361 m n.p.m.; 9°26′10″S 138°55′26″W/-9,436111 -138,923889
- Motu Oa pow. 1 km²; 9°28′47″S 140°02′50″W/-9,479722 -140,047222
- Motu Iti pow. 0,3 km²; dł. 670 m; szer. 565 m; 220 m n.p.m.; 8°40′48″S 140°37′00″W/-8,680000 -140,616667
- Terihi pow. 0,15 km²; linia brzegowa 3400 m; 10°01′05″S 138°48′08″W/-10,018056 -138,802222
- Motu One (2 wysepki) pow. 3 ha; dł. 310 m; szer. 110 m; 3 m n.p.m.; 7°51′00″S 140°22′48″W/-7,850000 -140,380000
- Motu Nao pow. 1 ha; Rocher Thomasset 4 m n.p.m.; 10°22′12″S 138°24′00″W/-10,370000 -138,400000

Krajobraz wulkaniczny o wysokich postrzępionych szczytach; najwyższe wulkany – 1260 m n.p.m. na wyspie Nuku Hiva i 1195 m n.p.m. na wyspie Hiva Oa. Klimat podzwrotnikowy, średnie temperatury miesięczne wynoszą +27° do +28 °C; opady od 1000 mm do 2500 mm, wykazują dużą zmienność w poszczególnych latach. W ciągu roku długotrwałe posuchy. Roślinność na stokach nawietrznych bujna, tropikalne lasy, na stokach zawietrznych – krzewiaste sawanny.

## Historia
Odkryte 21 lipca 1595 przez Hiszpanów Álvaro de Mendaña y Neyra i isabel Barreto, a nazwane na cześć Markiza de Mendozy, ówczesnego wicekróla Peru. Od 1842 francuska kolonia w ramach Polinezji Francuskiej.

## Ludność
Markizy zamieszkiwało 8632 mieszkańców (dane szacunkowe z 2007). Rdzenni mieszkańcy archipelagu posługują się polinezyjskim językiem markiskim. Językiem administracji i szkolnictwa jest język francuski.

## Gauguin na Markizach
Na Hiva Oa spędził ostatnie lata swojego życia słynny malarz Paul Gauguin. Tam też na cmentarzu w Atuonie znajduje się jego grób.

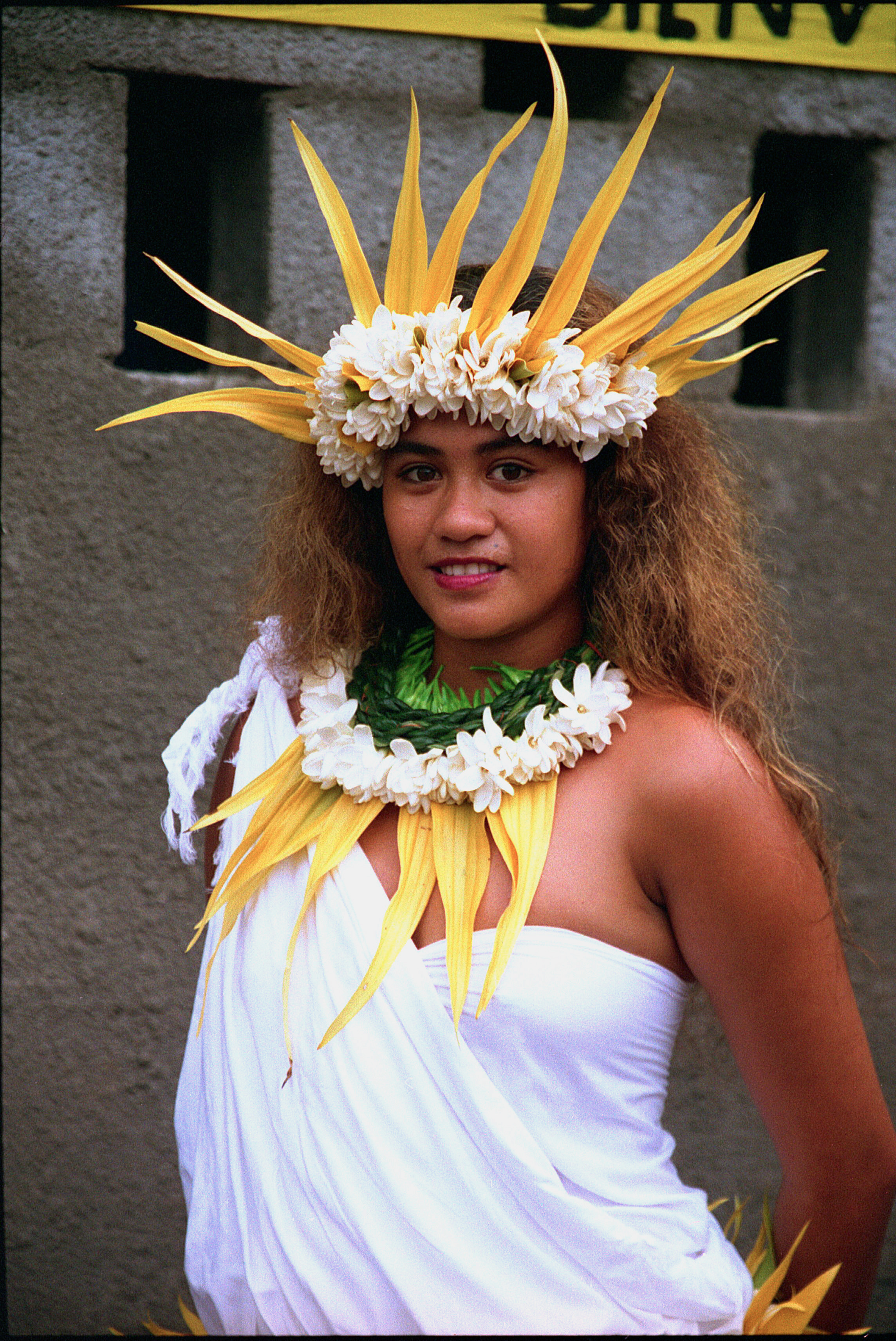
Mieszkanka Markizów
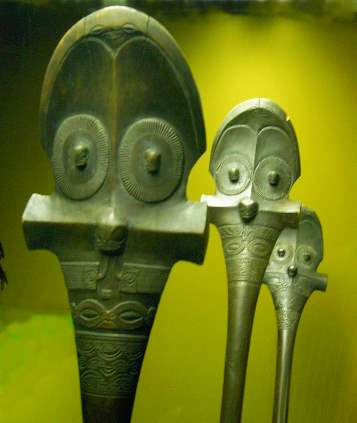
Tradycyjne maczugi markizańskie uʻu
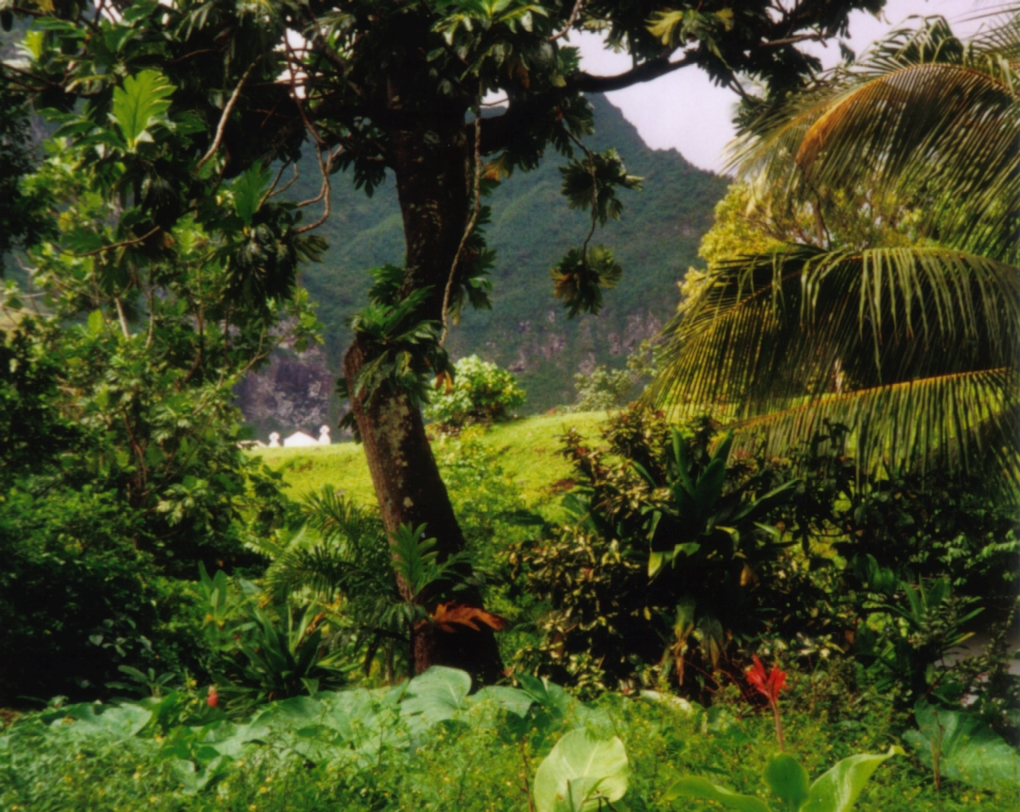
Wyspa Fatu Hiva